# Винден-им-Эльцталь
Винден-им-Эльцталь (нем. Winden im Elztal) — община в Германии, в земле Баден-Вюртемберг.
Подчиняется административному округу Фрайбург. Входит в состав района Эммендинген. Население составляет 2828 человек (на 31 декабря 2010 года). Занимает площадь 21,96 км².
Коммуна подразделяется на 2 сельских округа.